# スペイン (シャブリエ)

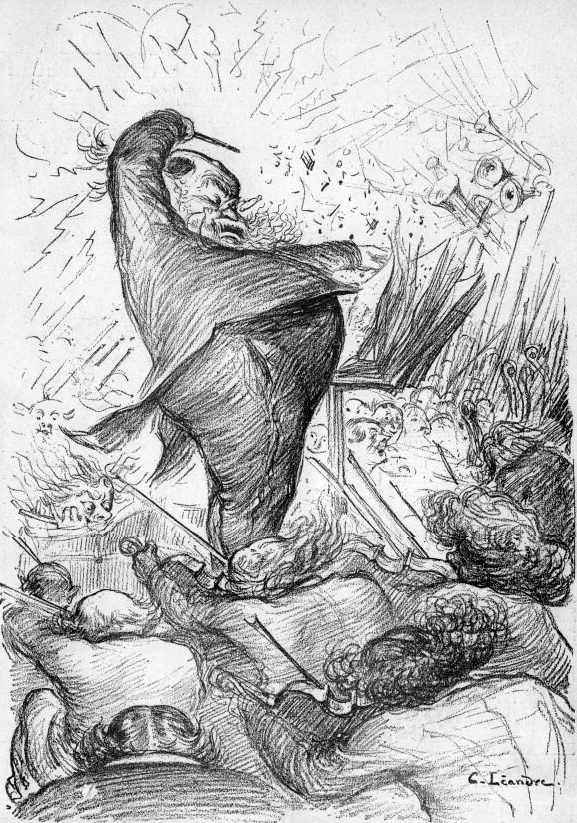
シャルル・ラムルーが『スペイン』を初演する。（シャルル・レアンドル画）

管弦楽のための狂詩曲『スペイン』（España, rapsodie pour orchestre）は、エマニュエル・シャブリエが1883年に作曲した管弦楽曲。シャブリエの作品の中でも特に有名で、広く知られている作品である。

## 概要
シャブリエは40歳近くまで、フランス内務省の役人を務めるかたわらで作曲活動を行っていた（1880年に退職）。そのため作品の数は極めて少なく、演奏されるのはこの狂詩曲と『楽しい行進曲』など若干の作品のみである。しかし、フランスではシャブリエの機知に富んだ、自由な雰囲気の音楽が好まれ、常に演奏されていた。
この作品は、1882年の秋にシャブリエがスペインを旅行した際の、同地の情熱的な音楽の印象をもとにして作曲されたといわれている。完成後、1883年11月4日に当時のフランスを代表する指揮者シャルル・ラムルーによって初演され、シャブリエの名声を確立した。この狂詩曲をもとにして、エミール・ワルトトイフェルが1886年にワルツ『スペイン』を作曲している（作品236）。

## 構成
アレグロ・コン・フォーコ、ヘ長調。
作品の全体はコーダを持つ三部形式。曲は一貫して躍動的なスペインの熱い情緒に満ちている。
弦の刻むピッツィカートのリズムから始まり、続いてバスーンとトランペットによって主題が登場する。この主題が全体を支配しながら大きく広がったのち、それぞれ特徴のあるいくつかの旋律を導く。再現部で楽器の組み合わせが変わり色彩が添えられている。

## 楽器編成

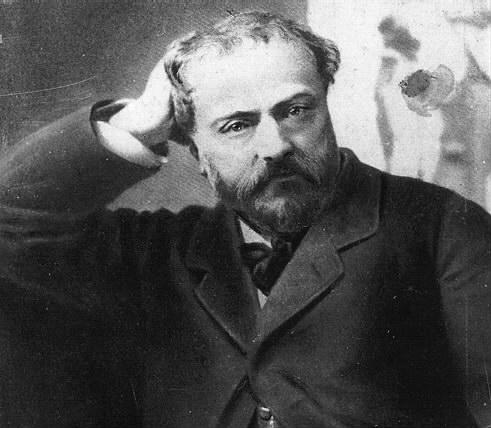
シャブリエ

- シャブリエフルート 2
- ピッコロ
- オーボエ 2
- クラリネット 2
- バスーン 4
- ホルン 4
- トランペット 2
- コルネット 2
- トロンボーン 3
- チューバ
- ティンパニ
- シンバル
- トライアングル
- 大太鼓
- サスペンデッド・シンバル（吊りシンバル）
- タンブリン
- ハープ 2
- 弦五部

## 備考
フランスの管弦楽曲としては有名なものの一つであり、フランス音楽をレパートリーの中心としない指揮者やオーケストラによってもしばしば演奏される。一例として、ヘルベルト・フォン・カラヤンはフィルハーモニア管弦楽団とこの曲を2回録音している。